# نذير عبيدات
نذير مفلح محمد عبيدات (وُلد في 20 ديسمبر 1959 في حرثا) طبيب أردني يشغل منصب رئيس الجامعة الأردنية منذ 4 أغسطس 2021. شغل منصب وزير الصحة في حكومة بشر الخصاونة من 12 أكتوبر 2020 وحتى استقالته في 14 مارس 2021. عُين عميدًا لكلية الطب في الجامعة الأردنية عام 2016، وفي عام 2020 عُين ناطقًا إعلاميًا لملف مرض فيروس كورونا 2019 في الأردن.
قدم إسقالته من منصبه كوزير للصحة بناء على طلب ملكي إثر حادثة انقطاع الأوكسجين في مستشفى السلط والتي أدت إلى عدد من الوفيات.

## التحصيل العلمي
يحمل درجة البكالوريوس في الطب والجراحة من جامعة بلوفديف الطبية في بلغاريا في عام 1985، والماجستير في الأمراض الباطنية من الجامعة الأردنية عام 1994. حصل على الزمالة في أمراض الجهاز التنفسي والنوم من جامعة سيدني في أستراليا عام 2000، والبورد الأردني في طب الجهاز التنفسي في عام 2002.